# Котовське (Польща)
Котовське (пол. Kotowskie, нім. Kottowski) — село в Польщі, у гміні Остшешув Остшешовського повіту Великопольського воєводства.
Населення — 169 осіб (2011).
У 1975-1998 роках село належало до Каліського воєводства.

## Демографія
Демографічна структура станом на 31 березня 2011 року:
|          | Загалом | Допрацездатний вік | Працездатний вік | Постпрацездатний вік |
| -------- | ------- | ------------------ | ---------------- | -------------------- |
| Чоловіки | 84      | 20                 | 59               | 5                    |
| Жінки    | 85      | 25                 | 44               | 16                   |
| Разом    | 169     | 45                 | 103              | 21                   |